# Édouard Pinot
Le colonel Édouard Pinot, né le 1er août 1891 à Belfort (Territoire de Belfort) et mort le 9 mai 1984 à Strasbourg (Bas-Rhin), est un militaire et résistant français, compagnon de la Libération. 

## Biographie
Il est célèbre pour s'être évadé de France envahie par les Allemands en juin 1940, durant la bataille de France, en emmenant avec lui une centaine d'élèves pilotes de l'école élémentaire de pilotage du Mans, dont le commandement lui avait été confié. 
Avec tout leur armement, ils embarquent à Douarnenez le 19 juin à bord d'un langoustier, Le Trébouliste, qui les amène en Angleterre. 
Grâce à lui, non seulement ces jeunes ne connaîtront pas l'humiliation de la captivité, mais ils formeront le noyau des Forces aériennes françaises libres (FAFL) et se battront jusqu'à la victoire finale, dans le ciel de l'Europe, de l'Afrique du Nord et même de l'Union soviétique. 
Trop âgé pour retourner au combat, Édouard Pinot reprend ses fonctions d'instructeur à l'école de pilotage de la Royal Air Force d'Odiham, puis à celle de Sywell. 
Il contribue à la formation de plusieurs milliers de pilotes français et alliés jusqu'à la fin de la guerre.

## Distinctions
- Commandeur de la Légion d'honneur
- Compagnon de la Libération (décret du 1er février 1941)
- Médaille militaire
- Croix de guerre 1914-1918 (3 citations)
- Croix de guerre 1939-1945 (2 citations)
- Air Force Cross (Royaume-Uni)

## Hommages
Il existe une rue Édouard Pinot à Strasbourg où il est mort,.